# チェス (ミュージカル)
『チェス』（原題:Chess）は、冷戦をテーマにしたミュージカル。ABBAのメンバーであったベニー・アンダーソンとビョルン・ウルヴァースが作曲し、ティム・ライスが作詞を担当。
1984年、ミュージカル初演に先立ちコンセプト・アルバムがリリースされる。なかでもシングル・リリースされたマレー・ヘッドによる『ワン・ナイト・イン・バンコック』は英米でスマッシュ・ヒットとなり、続くエレイン・ペイジとバーバラ・ディクソンによるデュエット『アイ・ノウ・ヒム・ソー・ウェル』は英国で大ヒットを記録した。
1986年にロンドンのウェスト・エンドで行われ、その後3年間上演される。1988年アメリカのブロードウェイ公演では、脚本や音楽を大きく変更し上演するが、2カ月で終了する。その後、演出に変更が加えられながら世界各国で上演される。

## コンセプト・アルバム
1984年にリリースされ、ローリング・ストーン誌やタイム誌等多くのメディアに絶賛される。全英ヒットチャートでは10位、全米ビルボードでは47位を記録する。

### キャスト
- アメリカ人：マレー・ヘッド (Murray Head)
- ロシア人：トミー・ショールベリ (Tommy Körberg)
- フローレンス：エレイン・ペイジ (Elaine Paige)
- モロコフ：デニス・クイリー (Denis Quilley)
- 審判員：ビョルン・スキフス (Björn Skifs)
- スヴェトラーナ：バーバラ・ディクソン (Barbara Dickson)

### 収録曲
| 第1幕 - Merano (6:59) - The Russian and Molokov / Where I Want to Be (6:19) - Opening Ceremony (9:18) - Quartet (A Model of Decorum and Tranquility) (2:17) - The American and Florence / Nobody's Side (5:25) - Chess (5:44) - Mountain Duet (4:42) - Florence Quits (2:52) - Embassy Lament / Anthem (4:31) | 第2幕 - Bangkok / One Night in Bangkok (5:00) - Heaven Help My Heart (3:29) - Argument / I Know Him So Well (6:02) - The Deal (No Deal) / Pity the Child (9:21) - Endgame (10:46) - Epilogue: You and I/ The Story of Chess / You and I (Reprise) (10:24) |

## ウェスト・エンド プロダクション (1986年–1989年)

### キャスト
- フレデリック・トランパー： マレー・ヘッド (Murray Head)
- フローレンス・ヴァッシー： エレイン・ペイジ (Elaine Paige)
- アナトリー・セルゲイフスキー： トミー・シェルベリ (Tommy Körberg)
- アレクサンダー・モロコフ： ジョン・ターナー (John Turner)
- ウォルター・コーシー： ケヴィン・コルソン (Kevin Colson)
- 審判員： トム・ジョーブ (Tom Jobe)
- スヴェトラーナ・セルギエフスカヤ： シボーン・マッカーシー (Siobhán McCarthy)
- メラーノ市長： リチャード・ミッチェル (Richard Mitchell)
- TVプレゼンター： ピーター・カリー (Peter Karrie)
- 公務員： リチャード・リンドン (Richard Lyndon)、ポール・ウィルソン (Paul Wilson)

### 曲目
| 第1幕 - Prologue - The Story of Chess - Merano - Merano" - What a Scene! What a Joy! - Merano (Reprise) - Commie Newspapers - Press Conference - Anatoly and Molokov / Where I Want to Be - Difficult and Dangerous Times - The Arbiter - Hymn to Chess - The Merchandisers - Chess #1 - The Arbiter (Reprise) - Quartet (A Model of Decorum and Tranquility) - Florence and Molokov - 1956 – Budapest is Rising - Nobody's Side - Mountain Duet - Chess #2 - Florence Quits - Pity the Child - Embassy Lament - Heaven Help My Heart - Anatoly and the Press - Anthem | 第2幕 - Golden Bangkok / One Night in Bangkok - One More Opponent / You and I - The Soviet Machine - The Interview - The Deal - I Know Him So Well - Talking Chess - Endgame - You and I (Reprise) - Finale - The Interview - The Deal - I Know Him So Well - Talking Chess - Endgame - You and I (Reprise) - Finale |

## ブロードウェイ プロダクション (1988年)

### キャスト
- フレディ： フィリップ・カズノフ (Philip Casnoff)
- フローレンス： ジュディ･クーン (Judy Kuhn)
- アナトリー： デイヴィッド・キャロル (David Carroll)
- モロコフ： ハリー・ゴッツ (Harry Goz)
- ウォルター： デニス・パーラト (Dennis Parlato)
- 審判員： ポール・ハーマン (Paul Harman)
- スヴェトラーナ： マーシャ・ミッツマン (Marcia Mitzman)
- グレゴール・ヴァッシー： ニール・ベン＝アリ (Neal Ben-Ari)
- ヤング・フローレンス： ジーナ・ギャラガー (Gina Gallagher)
- ニコライ： カート・ジョーンズ (Kurt Jones)
- ジョー、ハロルド (大使館員)： リチャード・メンツ (Richard Muenz)、エリック・ジョンソン (Eric Johnson)
- ベン： キップ・ニーヴン (Kip Niven)

### 曲目
| 第1幕 - Prologue - The Story of Chess - Press Conference - Where I Want to Be - How Many Women - Merchandisers - U.S. vs U.S.S.R. - Chess Hymn - Chess - Quartet (A Model of Decorum and Tranquility) - You Want to Lose Your Only Friend? - Someone Else's Story - One Night in Bangkok - Terrace Duet - Florence Quits - Nobody's Side - Anthem | 第2幕 - The Arbiter - Hungarian Folk Song - Heaven Help My Heart - No Contest - You and I - A Whole New Board Game - Let's Work Together - I Know Him So Well - Pity the Child - Lullaby (Apukád erős kezén) - Endgame - You and I (Reprise) - Anthem (Reprise) |

## 各国プロダクション・コンサート
アイルランド、エストニア、オーストラリア、スウェーデン、デンマーク、ドイツ、ノルウェーハンガリー、南アフリカ共和国で上演される。

### ロイヤル・アルバート・ホール Chess in Concert (2008年)

#### キャスト
- フレデリック・トランパー：アダム・パスカル (Adam Pascal)
- フローレンス・ヴァッシー：イディナ・メンゼル (Idina Menzel)
- アナトリー・セルゲイフスキー：ジョシュ・グローバン (Josh Groban)
- スヴェトラーナ・セルギエフスカヤ：ケリー・エリス (Kerry Ellis)
- 審判員：マーティ・ペロー (Marti Pellow)
- アレクサンダー・モロコフ：デヴィッド・ベデラ (David Bedella)
- ウォルター・コーシー：クラーク・ピータース (Clarke Peters)
- 公務員：カンタービレ (Cantabile)

#### 曲目
| 第1幕 - Prologue — Instrumental - The Story of Chess — 審判員、アンサンブル - Merano / What a Scene! What a Joy! / Merano (Reprise) — 市長、アンサンブル、コーラス、フレディ、フローレンス - Commie Newspapers — フレディ、フローレンス - Press Conference — フレディ、フローレンス、リポーター - Molokov and Anatoly — モロコフ、アナトリー - Where I Want to Be — アナトリー、アンサンブル - Difficult and Dangerous Times — フローレンス、モロコフ、ウォルター、アンサンブル - The Arbiter — 審判員、コーラス - Hymn to Chess — アンサンブル、コーラス - The Merchandisers — アンサンブル、コーラス - Global TV Fanfare — Instrumental - Chess Game #1 — Instrumental - The Arbiter (Reprise) — 審判員、コーラス - Quartet (A Model of Decorum and Tranquility) — モロコフ、フローレンス、審判員、アナトリー - Florence and Molokov — モロコフ、フローレンス - 1956 – Budapest is Rising — アンサンブル、フレディ、フローレンス - Nobody's Side — フローレンス、アンサンブル - Mountain Duet — フローレンス、アナトリー、フレディ - Chess Game #2 — Instrumental - Florence Quits — フレディ、フローレンス - Pity the Child #1 — フレディ、フローレンス - Embassy Lament — 公務員 - Heaven Help My Heart — フローレンス - Anatoly and the Press — アナトリー、リポーター - Anthem — アナトリー、アンサンブル、コーラス | 第2幕 - Golden Bangkok — Instrumental - One Night in Bangkok — フレディ、アンサンブル - One More Opponent — アナトリー、フローレンス - You and I — アナトリー、フローレンス - The Soviet Machine — モロコフ、アンサンブル - The Interview — ウォルター、フレディ、アナトリー - Someone Else's Story — スヴェトラーナ - The Deal — 審判員、モロコフ、スヴェトラーナ、ウォルター、フローレンス、フレディ、アナトリー、アンサンブル - Pity the Child #2 — フレディ - I Know Him So Well — フローレンス、スヴェトラーナ - Talking Chess — アナトリー、フレディ - Endgame #1 — コーラス - Endgame #2 — モロコフ、フレディ、フローレンス、アンサンブル - Endgame #3 — アナトリー、スヴェトラーナ、フローレンス、アンサンブル - You and I (Reprise) — フローレンス、アナトリー - Walter and Florence — ウォルター、フローレンス - Anthem (Reprise) — フローレンス、アナトリー、カンパニー |

## 日本版公演
日本では2012年に『Chess in Concert』として、コンサート形式で上演。2013年に一部変更をして再演。2015年に『Chess the Musical』としてミュージカル形式での上演となり、日本初演は2015年の上演にあたる。コンサート形式の初演から、演出・訳詞は荻田浩一が担当。

### 公演記録（日本版）
『Chess in Concert』
- 2012年1月26日 - 1月29日： 青山劇場
- 2012年2月10日 - 2月12日： 梅田芸術劇場

『Chess in Concert 2nd Version』
- 2013年12月12日 - 12月15日： 東京国際フォーラム ホールC
- 2013年12月20日 - 12月22日： 梅田芸術劇場

『Chess the musical』
- 2015年9月27日 - 10月12日：東京芸術劇場 プレイハウス
- 2015年10月19日 - 10月25日：梅田芸術劇場 シアタードラマシティ

### キャスト（日本版）
|                                  | 2012年                                            | 2013年                                            | 2015年                                                                         |
| -------------------------------- | ------------------------------------------------- | ------------------------------------------------- | ------------------------------------------------------------------------------ |
| フレデリック・トランパー         | 中川晃教                                          | 中川晃教                                          | 中川晃教                                                                       |
| フローレンス・ヴァッシー         | 安蘭けい                                          | 安蘭けい                                          | 安蘭けい                                                                       |
| アナトリー・セルギエフスキー     | 石井一孝                                          | 石井一孝                                          | 石井一孝                                                                       |
| アービター                       | 浦井健治                                          | マテ・カマラス                                    | 田代万里生                                                                     |
| スヴェトラーナ・セルギエフスカヤ | Akane Liv                                         | Akane Liv                                         | Akane Liv                                                                      |
| ウォルター                       |                                                   | 戸井勝海                                          | 戸井勝海                                                                       |
| チェスの精                       |                                                   | 大野幸人                                          | 大野幸人                                                                       |
| アンサンブル                     | 池谷京子・角川裕明・田村雄一 ひのあらた・横関咲栄 | 池谷京子・角川裕明・田村雄一 ひのあらた・横関咲栄 | 池谷京子・角川裕明・田村雄一 ひのあらた・横関咲栄・天野朋子 高原紳輔・遠山裕介 |

### 日英キャスト版
2020年日英キャストで台本を新に一新。2020年1月25日～1月28日 梅田芸術劇場　2020年2月1日～2月9日 東京国際フォーラムホールC
- フレデリック・トランパー：ルーク・ウォルシュ
- フローレンス・ヴァッシー：サマンサ・バークス
- アナトリー・セルギエフスキー：ラミン・カリムルー
- アービター：佐藤隆紀
- スヴェトラーナ：エリアンナ
- モロコフ：増原英也

## 主な登場人物
| 役                                                               | 声域                  | 説明                                                                                        |
| ---------------------------------------------------------------- | --------------------- | ------------------------------------------------------------------------------------------- |
| フレデリック（フレディ）・トランパー Frederick "Freddie" Trumper | テノール              | アメリカ人: チェスのアメリカチャンピオン。                                                  |
| アナトリー・セルゲイフスキー Anatoly Sergievsky                  | バリトン/テノール     | ロシア人: チェスのソ連チャンピオン。                                                        |
| フローレンス・ヴァッシー Florence Vassy                          | メゾソプラノ / ベルト | ハンガリー人 : フレデリック・トランパーのセコンド（介添人）で恋人。アナトリーと恋に落ちる。 |
| 審判員 The Arbiter                                               | テノール              | 世界選手権の審判。                                                                          |
| モロコフ Molokov                                                 | バス / バスバリトン   | アナトリーのセコンド。                                                                      |
| ウォルター・コーシー Walter de Courcey                           | バスバリトン          | 世界選手権の司会者。                                                                        |
| スヴェトラーナ・セルギエフスキー Svetlana Sergievsky             | メゾソプラノ/ベルト   | アナトリーの妻。                                                                            |